# Kateřina Kováčová
Kateřina Kováčová (* 16. července 1982, Příbram) je česká spisovatelka a vysokoškolská pedagožka.

## Život
Narodila 16. července 1982 v Příbrami. Vystudovala češtinu a angličtinu na Pedagogické fakultě Univerzity J. E. Purkyně v Ústí nad Labem (v letech 2001–06); během studií spolupracovala s kulturním periodikem Pandora. V roce 2005 získala Cenu Jiřího Ortena za svoji básnicko-prozaickou prvotinu Hnízda (Ústí nad Labem: CKK sv. Vojtěcha, 2005). V roce 2007 vydala druhou knížku: prózu Soumračno (Praha: Protis, 2007). V roce 2010 vyšla kniha O Lucince a Kouzelné lucerně, která využívá motivů Kouzelné lucerny od Radka Kučery a slouží jako symbolický rámec pro skautské světlušky. Publikovala v literárních časopisech Host, Psí víno, Pandora, Plž, Tvar a ve sbornících Ty, která píšeš (Vltavín, Artes Liberales 2008) a Antologie české poezie (dybbuk 2007). Na podzim 2015 jí vyšla sbírka Sem cejtila les v nakladatelství Perplex. V roce 2018 vydala román Největší tma v nakladatelství dybbuk. V letech 2012-2015 vyučovala na Literární akademii. V roce 2016 úspěšně obhájila disertační práci, ve které se věnovala střetu vědomí a nevědomí v literární tvorbě. Od dubna 2015 do května 2016 vedla v Bohnicích Literární dílnu pro lidi se zkušeností s duševním onemocněním.

## Dílo
- Hnízda, Centrum křesťanské kultury sv. Vojtěcha v Ústí nad Labem, 2005 — sbírka krátkých poetických textů, básní a jedné povídky; oceněna Cenou Jiřího Ortena, ISBN 80-239-5622-1. Dostupné online a jako e-kniha.
- Soumračno, Protis Praha, 2007, ISBN 978-80-7386-000-4
- O Lucince a kouzelné lucerně, 2010, ISBN 978-80-86825-60-1
- Sem cejtila les, Perplex, 2015, ISBN 978-80-87370-15-5
- Největší tma, dybbuk, 2018, ISBN 978-80-7438-198-0